# Medielicens
Medielicens var en licens (afgift) betalt af indehavere af et fjernsyn eller enhed i stand til at tilgå internettet.
Licensopkrævningen blev administreret af det offentlige, og findes som sådan stadigvæk i mange lande, men må ikke forveksles med private abonnements-ordninger, såsom Viasat o.l. I Danmark blev medielicensen afskaffet ved udgangen af 2021.
Licensen bruges til at finansiere offentlige tv- og radiokanaler o.l., og kaldes i formelt sprog en public service forpligtelse.
I forhold til konkurrerende kanaler er det en særstilling, der muligvis er historisk forårsaget,
idet fjernsyn oprindelig blev tilgængelig gennem statslige initiativer.[kilde mangler]

## Medielicensen i Danmark
Licensen blev indført i Danmark ved Statsradiofoniens grundlæggelse i 1925.

Licensen blev opkrævet i følge med besiddelsen et krystalapparat, men allerede 3 år senere var både TV- og radioapparater omfattet.
Siden da gik licensen under navnet fjernsyns- og radio-licens.
Efter medielicensens indførelse 2007 er også besiddelsen af en internetadgang blevet licenspligtig.
Som følge af medieforliget 2018, så afskaffes medielicensen gradvist mellem 2019-2021.

### Gældende lovgivning og talhistorik
Medielicensen er en afgift, som ifølge loven skal betales af alle, der ejer et apparat (fx et fjernsyn eller en mobiltelefon), der kan modtage radio- og tv-programmer, herunder også pc'er tilkoblet internettet. (Indtil juli 2013 skulle hastigheden på forbindelsen være på 256 Kbit/s eller derover for at være licenspligtigt.)
- I 2006 kostede det 1340,- kr årligt for at se sort-hvid fjernsyn. Licensen for et farvefjernsyn kostede: 2090,- kr.
- I 2007 blev der opkrævet 4,7 mia. kr. i licens, heraf 937 mio. kr. i moms. Af de resterende 3,75 mia. kr. modtog DR 3,3 mia., mens 408 mio. kr. tilfaldt TV 2-regionerne. Endelig gik i alt 73,4 mio. til lokale radio- og tv-stationer, Station Next, Mediesekretariatet mm.
- I 2016 udgør den årlige afgift 2477 kr. pr. husstand.[5]

Husstande, der kun rådede over en radio, betalte indtil juli 2013, dog kun radiolicens, der udgjorde 320 kr .
For virksomheder og institutioner udgjorde medielicensen i 2013 952 kr. inkl. moms (vejledende). Krav om medielicens til virksomheder og institutioner er afskaffet per 1 januar 2015.
TV 2 blev oprindeligt finansieret af både reklameindtægter og licensmidler, men fra 1. juli 2004 blev TV 2 fuldt ud reklamefinansieret med undtagelse af de regionale tv-stationer, der til gengæld overdrog deres reklameindtægter til TV 2/Danmark. [kilde mangler]
Det anslås, at 99% af alle danske husstande ejer et medielicenspligtig apparat, men kun 92% er tilmeldt som medielicensbetalere (pr. september 2007). En person, der unddrager sig at betale licens, kaldes populært en sortseer.

### Den nye medielicens
Indtil 2007 havde alle husstande i Danmark der havde apparater der kunne modtage radio- og tv-signaler pligt til at betale licens.
Med digitaliserings-bølgen opstod også et marked for tv-tunere.
Det er et lille kort man sætter i computeren og forbinder til antennestikket i væggen.
Herefter kan computeren - i følge med noget ekstra software - også fungere som fjernsyn.
Den 9. maj 2006 fremlagde kulturminister Brian Mikkelsen et medieudspil. Heri blev der lagt op til, at alle apparater, der kunne gengive lyd og billedprogrammer, skulle gøres licenspligtige. Dette "fremtidssikrede" efter Brian Mikkelsens opfattelse også licensbegrebet, idet det var planen, at en væsentlig del af licensmidlerne i fremtiden skal bruges til at gøre indhold tilgængeligt over internettet.

## Kritik af medielicensen
Medielicensaftalen forpligter ikke DR til at udvide deres serverkapacitet, sådan at alle vil være i stand til at streame deres programmer over internettet. Dette kan anses for at stille internetbrugerne dårligere, idet billedkvaliteten af programmerne, der bliver streamet over internettet, ofte er markant dårligere, end hvis man ser programmerne på traditionel vis.[kilde mangler]
Nogle har kritiseret den såkaldte medielicens for at være i strid med skattestoppet. Selv Brian Mikkelsen udtalte i 2005, at en medielicens ville være en "skatteskrue" .
Hertil skal også tilføjes, at mange har foreslået, at man opretter brugerbetaling for at se DR på internettet, sådan at folk kan vælge at betale DR-licens, hvis de vil se DR's programmer. [kilde mangler] Dette ville betyde, at man skulle have bruger-login og password for at se DR's programmer over internettet, og man ville herved langt mere effektivt kunne fange egentlige sortseere end ved den eksisterende medielicens, der praktisk talt gør hele befolkningen til sortseere, hvis ikke de betaler licens.
Men ikke alle, som undlader at betale licens, er sortseere. For i 2017 havde 11 pct. af alle danske husstande ikke TV; mens 36,7% af de unge enlige eller par uden børn ikke havde TV i husstanden i 2017.

### Flere politiske partier ønskede medielicensen afskaffet
I 2014 mente LA, at medielicensen bør afskaffes; tre år senere, i 2017, havde også DF og de fleste partier i rød blok den holdning.

## Medielicensen afskaffes, så finansieringen flyttes til skatten
Den 28. juni 2018 aftalte Regeringen Lars Løkke Rasmussen III og Dansk Folkeparti efter et længere forløb et nyt medieforlig for 2019-2023, som afskaffer medielicensen, og finansierer de tidligere licensfinansierede udgifter via en sænkning af personfradraget. Desuden reduceres DR's budget gradvist med 20% frem mod 2023. Medielicensen sænkes gradvist frem til udgangen af 2021. Samtidigt sænkes personfradraget gradvist. Pensionister, som kunne få nedsat medielicens, får i stedet en en skattepligtig mediecheck, og der oprettes en pulje på 10 millioner til blinde og svagsynede, som var fritaget fra medielicensen. Der er ingen ændringer i 2018, og udfasningen af medielicensen skal være fuldt gennemført ved udgangen af 2021. Når ændringen er fuldt gennemført vil enlige spare 53% sammenlignet med 2018 (2.343 kr til 1.101 kr), mens ægtepar vil spare 7% (2.343 kr til 2.177 kr).
Et hovedargument for afskaffelsen af medielicensen har været at den var socialt uretfærdig, idet et bankdirektør-ægtepar betalte det samme som en enlig studerende.
I gamle dage var det ikke alle, som ejede en radio eller et fjernsyn, så det gav mening kun at opkræve fra dem som havde. I dag ejer stort set alle et licenspligtigt apparat, så ved simpelthen at afskaffe licenskontoret og i stedet opkræve fra alle, via den allerede eksisterende skatteopkrævning, spares administration og begrebet sortseer afskaffes.
Hovedargumentet imod en afskaffelse af medielicensen er, at man ved at lægge finansieringen af DR ind under finansloven gør DR's finansiering sårbar overfor politisk indblanding. Så hvis DR laver nyhedsindslag som regeringen synes er for kritiske overfor regeringen, så kan regeringen true med at nedsætte DR's finansiering. Dette kunne selvfølgelig også tage form af præventiv selvcensur fra DR's side, uden at politikerne behøver at lave eksplicitte trusler.

## Licens i andre lande

### Tyskland
I Tyskland kaldes licensen Rundfunkgebühr. som er på 17,50 euro pr mdr. fra 2015 Der betaler de ni regionale ARD-stationer, den landsdækkende ZDF tv baseret i Mainz, og Deutschlandradio, samt nogen andre lokale radio.
| Bayerischer Rundfunk        | 917.726.071,63   |
| Hessischer Rundfunk         | 417.999.841,55   |
| Mitteldeutscher Rundfunk    | 601.688.978,30   |
| Norddeutscher Rundfunk      | 982.751.311,64   |
| Radio Bremen                | 44.496.558,23    |
| Rundfunk Berlin-Brandenburg | 385.770.276,41   |
| Saarländischer Rundfunk     | 67.865.831,40    |
| Südwestrundfunk             | 1.020.847.451,66 |
| Westdeutscher Rundfunk      | 1.179.231.111,30 |
| ARD (i alt)                 | 5.618.377.432,12 |
| Zweites Deutsches Fernsehen | 1.866.040.259,95 |
| Deutschlandradio            | 196.800.517,58   |
| I alt                       | 7.681.218.209,65 |

### Storbritannien
I Storbritannien hedder licensen television license eller license fee, som skal betales af alle husstande, Organisationer og virksomheder med et tv. I 2017-18 udgør licensen £147 for farve tv og £49,50 for sort/hvid-tv. Indtægten fra licensen anvendes primært til at finansiere tv, radio og online-tjenester fra BBC . Den samlede indtægt var på ca £3726 mio. i 2014, hvoraf £607.800.000 eller 16,3% blev leveret af regeringen gennem Koncession for personer over en alder af 75. Licensafgiften står for hovedparten af BBCs samlede indkomst på £5066 mio. 2013-2014.